# Mozartstraße 22 (Mönchengladbach)

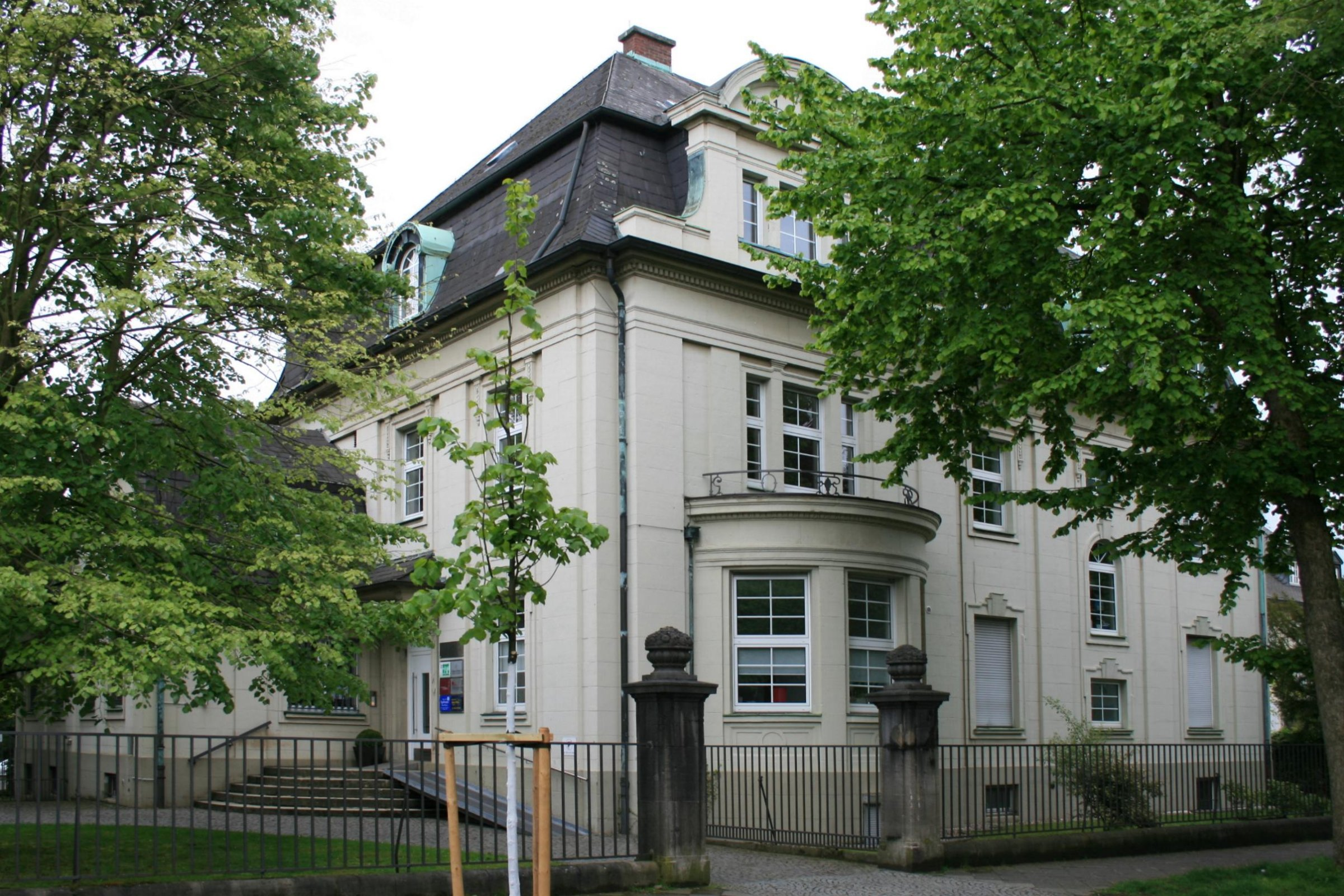
Stadtvilla (2010)

Die Stadtvilla Mozartstraße 22 steht in Mönchengladbach (Nordrhein-Westfalen).
Das Gebäude wurde 1912  erbaut. Es wurde unter Nr. M 026 am 17. Mai  1989 in die Denkmalliste der Stadt Mönchengladbach eingetragen.

## Lage
Als freistehende Villa mit Garten in dem um und nach 1900 entstandenen Villengebiet der Beethoven- und Mozartstraße gelegen.

## Architektur
Das Haus Mozartstraße 22 wurde 1912 erbaut. Bei dem Objekt handelt es sich um ein freistehendes zweigeschossige Villa mit Mansardwalmdach. Das in barockklassizistischen Formen errichtete Gebäude wurde von dem Architekten Robert Neuhaus 1912 für den Fabrikanten Emil Peltzer-Teacher erbaut und ist schon deshalb per se ein Denkmal.